# Rebecca Enonchong
Rebecca Enonchong (1967) és una emprenedora de Camerun especialista en tecnologia, especialment coneguda pel seu treball en la promoció de la tecnologia a Àfrica. La revista Forbes la va classificar el 2014 entre les 10 dones més rellevants del continent pel que fa a la tecnologia.

## Biografia
El seu pare Henry Ndifor Abi Enonchong és un conegut advocat camerunès. A la seva adolescència, va residir als Estats Units amb la seva família. Mentre estudiava, a 15 anys es va dedicar a vendre porta a porta subscripcions de diaris. Dos anys després, als 17 anys, ja era mànager de l'empresa.
Formada a Camerun i Estats Units, va llançar la seva companyia, especialitzada en aplicacions per a empreses.
Va estudiar a la Universitat Catòlica d'Amèrica, on va obtenir un Bachelor of Science i també un Master of Science en Economia. Després d'acabar els seus estudis va continuar treballant per a diverses organitzacions, entre elles el Banc Interamericà de Desenvolupament (Bid) i Oracle Corporació. El 1999 va fundar la societat AppsTech, a Bethesda a Maryland per crear aplicacions empresarials. L'empresa és sòcia Platinum d'Oracle amb clients a més de 40 països. AppsTech ha obert igualment oficines a diversos països, entre elles, a Àfrica, a Ghana el 2001 ia Camerun el 2002. Enonchong descriu aquesta experiència del Camerun com a especialment difícil.
El 2002, el Fòrum Econòmic Mundial de Davos, a Suïssa la va nomenar «Líder Global pel Demà (''GTL en anglès)».
El 2013 va ser finalista del premi « African digital woman award ». Al març de 2014, Forbes la va destacar entre les 10 dones tecnològiques que seguien a l'Àfrica.
Va passar una gran part de la seva carrera dedicada a la promoció de la tecnologia a Àfrica. Ha estat fundadora i presidenta de l'Africa Technology Foro dedicada a donar suport a la tecnologia start-up a Àfrica.
És membre del consell d'administració de la Fundació Salesforce.com. Forma part de l'executiva de VC4Africa, una de les comunitats en línia més grans a l'Àfrica, en què participen emprenedors i inversors. És membre de l'UK Department for International Development's Digital Advisory Panel i ha treballat amb les Nacions Unides en el marc del Women Global Advisory Committee i del United Nacions ICT Task Force.
El 2018 va ser considerada per la revista Jeune Afrique entre els "50 africans més influents".
A l'agost de 2021, Rebecca Enonchong va ser arrestada i posada sota custòdia a Douala. Els seus advocats denuncien un "greu abús d'autoritat" per part del sistema judicial.